# Rick McCallum

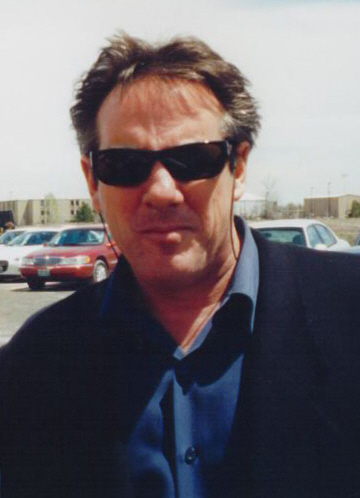
Rick McCallum

Rick McCallum bei der Deutschlandpremiere von Star Wars: Episode III – Die Rache der Sith in Berlin.

Rick McCallum (* 23. August 1952 in Heidelberg) ist ein US-amerikanischer Filmproduzent. Er ist der Stiefsohn von Schauspieler Michael York. Seine Mutter Patricia McCallum ist Fotografin.

## Karriere
Rick McCallum begann seine Karriere als Produzent mit der Leinwandadaption von Tanz in den Wolken, in den Hauptrollen Steve Martin und Bernadette Peters, bei der er erstmals mit dem britischen Drehbuchautor Dennis Potter zusammenarbeitete. McCallum und Potter trafen anschließend für die Produktion der sechsteiligen BBC-Serie The singing Detective wieder zusammen.
Eine künstlerische Beziehung ging er zudem mit dem Regisseur Nicolas Roeg ein, zwei von dessen Filmen Track 29 – Ein gefährliches Spiel (1987) und Castaway – Die Insel (1987), McCallum ebenfalls produzierte. Zu weiteren Filmen, an denen er beteiligt war, zählen Dennis Potters Blackeyes, Neil Simons Eigentlich wollt ich zum Film (1982) sowie Heading Home (1991) mit Gary Oldman und Ein fast anonymes Verhältnis, bei denen David Hare für Drehbuch und Regie verantwortlich war. Ein anderer von McCallums Filmen namens Dreamchild, geschrieben von Potter, wurde für zwei BAFTA Awards nominiert. Für das Fernsehen hat McCallum den HBO Film On Tidy Endings produziert. Er produzierte auch das Musikvideo der Rolling Stones für den Song Undercover, welches den MTV Award für das beste Video des Jahrzehnts gewann.
Ab 1990 arbeitete McCallum für mehr als zwei Jahrzehnte ausschließlich mit George Lucas zusammen. Sie haben an dem Spielfilm Radioland Murders – Wahnsinn auf Sendung und an der von Kritikern anerkannten Fernsehserie Die Abenteuer des jungen Indiana Jones gearbeitet. Die Serie wurde über einen Zeitraum von vier Jahren in 27 Ländern gedreht, erhielt Emmy-Nominierungen und gewann auch 11 dieser Auszeichnungen.
McCallum produzierte die drei Prequel-Teile der Star-Wars-Saga und kontrollierte zuvor die aufwendige Arbeit an den Special Editions der alten Star-Wars-Trilogie, die ab 1997 ein zweites Mal in die Kinos kam. 1997 wirkte er an Laurent Bouzereaus Buch Star Wars: The Annotated Screenplays mit.
2012 war er als Produzent an dem Kriegsfilm Red Tails beteiligt. Im Herbst des gleichen Jahres verließ er die Produktionsfirma Lucasfilm.

## Filmografie (Auswahl)
- 1987: Castaway – Die Insel (Castaway)
- 1987: Track 29 – Ein gefährliches Spiel (Track 29)
- 1988: Ein fast anonymes Verhältnis (Strapless)
- 1990: Heading Home
- 1992–1993: Die Abenteuer des jungen Indiana Jones (Fernsehserie)
- 1994: Radioland Murders – Wahnsinn auf Sendung (Radioland Murders)
- 1999: Star Wars: Episode I – Die dunkle Bedrohung (Star Wars: Episode I – The Phantom Menace)
- 2002: Star Wars: Episode II – Angriff der Klonkrieger (Star Wars: Episode II – Attack of the Clones)
- 2005: Star Wars: Episode III – Die Rache der Sith (Star Wars Episode III: Revenge of the Sith)
- 2012: Red Tails
- 2014: Borgia (Fernsehserie)
- 2015: Crossing Lines (Fernsehserie)
- 2016: A United Kingdom
- 2020: Schatten der Mörder – Shadowplay (Fernsehserie)